# Argosarchus horridus
Argosarchus horridus är en insektsart som först beskrevs av White, A. 1846.  Argosarchus horridus ingår i släktet Argosarchus och familjen Phasmatidae. Inga underarter finns listade i Catalogue of Life.